# Médecine en Azerbaïdjan
 (mai 2022).
La médecine en Azerbaïdjan sert à protéger la santé et la prospérité des citoyens de la République d'Azerbaïdjan. 
Les réformes dans le domaine des soins médicaux et de la direction du système de santé font partie d'un programme de développement stratégique mondial d'infrastructures économiques et sociales. Ce programme est basé sur les principes de l'établissement de la société démocratique de haute vie avec l'économie de marché.

## Histoire ancienne
L'histoire de la médecine en Azerbaïdjan a des racines profondes. Les anciens croyaient à la sorcellerie pour lutter contre diverses maladies. Les sculptures et les signes peints dans la grotte d'Azikh datent de l'âge de pierre.
Les premières personnes utilisaient des plantes médicinales pour le traitement de différentes maladies. Leur expérience s'est développée et est devenue une médecine traditionnelle. Le développement des branches orales et écrites de la médecine traditionnelle se divisait avec l'origine de l'écriture. 
La riche flore de l'Azerbaïdjan a attiré l'attention des médecins et des scientifiques de l'Antiquité. Un grand nombre de plantes médicinales ont été utilisées pour la prophylaxie et le traitement. Les graines, les racines, les fleurs et les feuilles de ces plantes ont été utilisées pour le traitement. Les femmes ont facilement observé l'influence des fruits, des légumes et du thé médicinal sur l'organisme et leur influence sur la toux, le saignement, la douleur, la diarrhée et d'autres maladies.
D'après les manuscrits anciens, on sait qu'ils utilisaient non seulement des plantes, mais qu'ils étaient aussi familiarisés avec la chirurgie, le traitement des tumeurs et la mise en place d'os brisés. Par exemple, Nariman Narimanov a trouvé un crâne humain daté du 4e millénaire avant notre ère (Énéolithique) avec des traces de trépanation, dans le village d'Erefli de région d'Agdam. En 1971, l'archéologue H. Kessemenli a découvert un crâne daté du Bronze tardif et des premiers âges de fer sur lesquels une trépanation a été effectuée, dans le village de Khatchbulag dans la région de Dachkasan. R. Gasimova, qui a étudié le crâne, a déclaré que « la trépanation artificielle a été effectuée près de la jonction des os frontaux et pariétaux ».
En 1958, des cruches datées du VIe siècle av. J.-C. avec des rues brûlées qui servaient de médicaments contre le rhumatisme, la fièvre et la prophylaxie de diverses maladies, ont été découvertes dans le village de Garakopaktapa (en) dans la plaine de Mughan lors de fouilles archéologiques.
L'aromathérapie était également largement répandue. On croyait que l'odeur d'un coing renforce l'énergie du corps. Le citron a été utilisé pour l'ajustement du système nerveux, et la pomme pour la stimulation du travail du cerveau.
Dans les temps anciens, il y avait un échange culturel actif entre les Azerbaïdjanais et les habitants de la Mésopotamie. L'huile de sésame et le crocus ont été importés de Sumer. Il y a des informations sur les médicaments et les médicaments dans Avesta, un livre sacré d'adorateurs du feu et l'ancien monument du peuple de l'Azerbaïdjan et de l'Iran. Il est également écrit que « un médecin a trois armes : un mot, des herbes et un couteau ». Un médecin guérissant par les mots et la suggestion était considéré comme le meilleur à ce moment-là.
La médecine de l'Albanie du Caucase, dont les descendants sont considérés comme des Azerbaïdjanais, se développait également. Des plantes médicinales y ont été plantées depuis l'Empire romain. Les œuvres d'Hippocrate et de Claude Galien y étaient populaires en raison de la diffusion du christianisme et de la langue grecque. Certaines connaissances sur la médecine ont été enseignées dans les écoles religieuses et les églises.

## Développement de la médecine auMoyen Âge
À cette époque, la médecine se développait rapidement, ce qui est démontré par les découvertes archéologiques. Par exemple, on a découvert des récipients en marbre poli pour l'antimoine et des brosses en or pour l'appliquer, qui a été utilisé comme médecine anti-toux et antiémétique au Moyen Âge. Les hommes malades boivent du vin de ceux-ci faits de tasses d'antimoine. Divers vaisseaux de verre utilisés pour la préparation et le stockage des médicaments, qui étaient utilisés par les alchimistes à la fois en médecine traditionnelle et en pharmacologie, ont été découverts à Chamakhi lors des fouilles. Ces résultats confirment que les gens en Azerbaïdjan étaient engagés dans la pharmacie au Moyen Âge. 
Selon Farid Alakbarli, un historien de la médecine traditionnelle turque, celle-ci, qui s'appelait « Turkatchare » et qui ressemblait au chamanisme et au traitement par sorcellerie et herbes, commença à se répandre au IVe siècle avec l'entrée des tribus turques en Azerbaïdjan. En turc, les médecins s'appelaient gam, ce qui signifiait « chaman » ou otachi qui signifiait « herboriste ». Les herbes ont été appelées ota (ot est une herbe en traduction du turc). La déesse Oleng était considérée comme la patronne des médecins.
Au VIII Chirvan, où vivaient principalement des Albanais et des Iraniens, était occupé par des Arabes. Les sciences et la culture se sont développées en raison de l'influence mutuelle des cultures en tant que partie du seul califat. Des universités, des observatoires, des bibliothèques, des mosquées et des hôpitaux ont été construites. Le progrès de la médecine est observé notamment dans la période islamique. À cette époque, la madrasa, où enseignaient les langues arabe et persane, la religion, les mathématiques, la calligraphie, l'histoire et la littérature, fonctionnait en Azerbaïdjan. La médecine et l'alchimie y étaient également enseignées. La madrasa Malham à Chamakhi était l'une des madrasas les plus célèbres de l'époque. L'éminent scientifique et médecin Kafiyaddin Omar ibn Osman - l'oncle de l'éminent poète persan Khagani Chirvani - a dirigé cette institution éducative.
Une copie du Canon de la médecine écrit en arabe, en 1030, par le docteur Ibn Sina, célèbre en Europe sous le nom Avicenne et qui se trouvait également en Azerbaïdjan où il a recueilli des informations sur la médecine, a été découvert en Azerbaïdjan parmi d'autres manuscrits sur la médecine. Dans son travail, Ibn Sina a écrit à propos de la colonie de Saburkhast en Azerbaïdjan. Cette copie de Le Canon a été faite à Bagdad, en 1143 et est considéré comme l'un des manuscrits les plus anciens dans le domaine de la pharmacologie et de la médecine dans le monde et le plus ancien en Azerbaïdjan également en Europe, et qui a eu une grande influence sur le développement de la médecine. Il y a des descriptions de centaines de médicaments.
Bahmanyar (en) al Azerbaijani (mort en 1067), est un étudiant d'Ibn Sina, également célèbre parmi les scientifiques du XIe siècle. Bahmanyar a abordé les problèmes de la médecine dans son travail philosophique appelé « at-Tahsil » (« Compréhension »).
Une copie manuscrite de Al-Magala as-Salasun (Le treizième traité) écrite au XIIIe siècle par Abou al-Gasim al-Zahravi, éminent savant d'Andalousie, est venu d'Azerbaïdjan. C'est l'un des manuscrits les plus anciens de ce livre. Environ 200 instruments de chirurgie sont mentionnés dans ce livre ; leurs missions y sont également expliquées. Le travail a influencé le développement de la chirurgie à la fois dans l'Est et aussi en Europe. Le professeur Ziya Bunyadov l'a traduit en russe en 1983.
Les médecins médiévaux ont mis en garde les malades contre la fatigue. Par exemple, Mahmud Ibn Ilyas, un médecin du XIIe siècle, conseille aux personnes nerveuses d'écouter le mugham.
La médecine se développait fortement au XIIIe siècle dans le Grand Empire Seljoug des Atabegs azerbaïdjanais. Presque tous les scientifiques et philosophes de l'Est avaient un travail en médecine. Des résidents de différentes régions d'Azerbaïdjan ont compilé, réécrit et étudié des livres de médecine, y compris des monuments des XIVe et XVIIIe siècles. Il y a plus de quatre cents manuscrits en médecine en azéri, en arabe, en persan et en turc, écrits sur le territoire de l'Azerbaïdjan moderne et provenant de différentes oblasts de l'Institut Muhammad Fuzuli des manuscrits de l'Azerbaïdjan de l'Académie nationale des sciences de Bakou. Selon Kōichirō Matsuura, ancien directeur général de l'UNESCO, « cette collection montre le rôle de l'Azerbaïdjan dans le développement de la médecine mondiale »[réf. nécessaire]. 
Yusif Garabaghi, un médecin azerbaïdjanais du XVIe siècle, originaire du Karabagh, a écrit de nombreux traités de médecine ainsi que des Explications et interprétations du Canon de la médecine d'Ibn Sina. Il a longtemps vécu en Asie centrale et a enseigné à Samarcande.  
Mir Muhammad Momin a écrit plusieurs ouvrages instructifs en persan, y compris Tohfat al Mominin en 1669. Des descriptions de plus de 4 000 plantes, animaux, minéraux et autres ingrédients utilisés en médecine ont été écrites dans l'œuvre. Momin a décrit chaque plante.
En 1712, Muhammad Yusif Chirvani a écrit Tibbname en langue azerbaïdjanaise. 
En général, aux XVIIe et XVIIIe siècles, des scientifiques azerbaïdjanais tels que Murtuzagulu Chamlou (pathologiste sexuel), Abdulhasan Maraghai, des pharmacologues comme Hasan Rza oglu Chirvani, Haji Suleyman Iravani et d'autres ont écrit des ouvrages sur la médecine et la pharmacologie.
Zahirai Nizamchahi, écrit par Rustam Jurjani au XIIIe siècle a également été partiellement étudié en Azerbaïdjan. Son manuscrit a été copié au XVIe siècle et est conservé à l'Institut des manuscrits de Bakou. Il y avait des descriptions d'herbes pharmaceutiques, de substances d'origine animale, de minéraux et de certains médicaments. Le manuscrit n'a été trouvé dans aucun autre stockage du monde et existe seulement en Azerbaïdjan.

## Médecine en République démocratique d'Azerbaïdjan
En 1918, le ministère de la santé dirigé par le Dr Rafiyev a été établi dans la République démocratique d'Azerbaïdjan indépendante. Des dizaines de nouvelles pharmacies et d'hôpitaux ont été ouverts à Bakou et à Gandja à cette époque.
Beaucoup d'étudiants de la République démocratique d'Azerbaïdjan sont envoyés pour éduquer à l'étranger, principalement en Allemagne, à Saint-Pétersbourg, à Moscou et à Kiev.
En 1919, l’Université d'État de Bakou avec une faculté de médecine a été établie à Bakou.

## Médecine en République d'Azerbaïdjan
Dans les premières années de l'indépendance, la situation en matière de soins de santé était très mauvaise en Azerbaïdjan.

## Secteur pharmaceutique
Depuis 2006, le secteur pharmaceutique opère activement. Ce secteur est ajusté sur les lois sur l'activité et les produits pharmaceutiques, la circulation des stupéfiants, les substances psychotropes et leurs précurseurs, l'établissement et l'activité d'une pharmacie, l'expertise analytique des médicaments, les règles d'enregistrement des produits pharmaceutiques et la gestion des produits pharmaceutiques en vente libre.
Entre 1996 et 2005, les produits pharmaceutiques ont été enregistrés et autorisés par le Département des licences et du matériel médical du Ministère de la santé. En 2005, le Centre d'innovation et d'approvisionnement a été créé pour vérifier la qualité des médicaments, ainsi que pour s'assurer que les organisations de soins de santé disposent de médicaments. Le Centre autorise également des entités pharmaceutiques.